# Phyllomya limata
Phyllomya limata är en tvåvingeart som först beskrevs av Daniel William Coquillett 1902.  Phyllomya limata ingår i släktet Phyllomya och familjen parasitflugor. Inga underarter finns listade i Catalogue of Life.